# Parti social-démocrate (Japon)
Pour les articles homonymes, voir Parti social-démocrate.
Ne doit pas être confondu avec le Parti socialiste du peuple (社会民衆党, Shakai minshūtō).
 (août 2024).
Le Parti social-démocrate (社会民主党, Shakai Minshutō) est un parti politique du Japon situé à la gauche de l'échiquier politique. Abrégé traditionnellement en Shamintō (社民党), ou PSD en français, et officiellement appelé en anglais Social Democratic Party (SDP), il est issu d'une transformation du Parti socialiste japonais en janvier 1996, et a connu depuis lors une profonde désaffection de son électorat au profit du Parti démocrate du Japon. Il est allié électoral traditionnel de ce dernier, et son partenaire au sein de la coalition gouvernementale formée par Yukio Hatoyama après les élections législatives du 30 août 2009 jusqu'au 30 mai 2010.

## Histoire
Formé lors de la convention du Parti socialiste japonais le 19 janvier 1996, ce nouveau parti, présenté par les observateurs politiques comme « un vieux vin dans une bouteille neuve », est à l'origine une structure de transition en vue de la réforme idéologique de la famille socialiste et social-démocrate japonaise alors en crise. Tout d'abord, l'alliance avec le Parti libéral-démocrate (PLD, conservateur et adversaire de longue date des socialistes) dans une grande coalition gouvernementale à partir de 1994 qui soutient l'accession au poste de Premier ministre du président du PSJ Tomiichi Murayama oblige ce dernier à reconnaître de fait le traité de coopération mutuelle et de sécurité entre les États-Unis et le Japon de 1960, mettant le mouvement en contradiction avec sa tradition pacifiste et anti-militariste. De plus, se développe à partir de 1994 à l'aile droite du parti, derrière son secrétaire général et no 2 Wataru Kubo, un mouvement réformateur appelant à sa transformation en une grande force « libérale et démocrate » sur le modèle du New Labour britannique de Tony Blair et qui unirait la gauche non communiste aux formations centristes. Enfin, le renouvellement de la moitié de la Chambre des conseillers le 23 juillet 1995 voit le groupe socialiste réduit pratiquement de moitié (passant de 73 à 38 conseillers). Affaibli politiquement, Tomiichi Murayama a d'ailleurs abandonné la tête du gouvernement le 11 janvier 1996 au profit du nouveau président du PLD Ryūtarō Hashimoto.
Mais cette transformation se solde rapidement par un échec, Murayama ne réussissant pas à trancher et à réconcilier les partisans du maintien d'une ligne résolument socialiste et les tenants du social-libéralisme. Le 3 mars 1996, le Nouveau parti socialiste (新社会党, Shin Shakai-tō) est formé par cinq parlementaires de l'aile gauche intransigeants sur la question du pacifisme dont le conseiller Osamu Yatabe ; ce parti peine toutefois à se faire une place entre le PCJ et le PSD et perdra rapidement ses quelques sièges à la Diète. Mais surtout, lorsque deux députés dissidents du Nouveau parti pionnier (parti centriste allié au PSD et au PLD dans la coalition gouvernementale), Yukio Hatoyama et Naoto Kan, décident de former le 11 septembre 1996 une nouvelle force politique d'opposition, le Parti démocrate du Japon (PDJ), selon les principes de la Troisième voie, il est rejoint par plus de la moitié des représentants du PSD (31 sur 61) et 4 conseillers sur 39 (rejoints, entre novembre 1996 et juin 1997, par 12 autres sociaux-démocrates de la chambre haute), issus de son aile droite (Hirotaka Akamatsu, Nobuyuki Sekiyama, Hisamitsu Sugano et finalement, en janvier 1997, Wataru Kubo). L'ancien gouverneur socialiste de Hokkaidō (entre 1983 et 1995) Takahiro Yokomichi provoque également le ralliement à ce nouveau parti de l'une des plus importantes fédérations de l'ancien PSJ. Face à cette hémorragie, Tomiichi Murayama quitte la tête du parti le 28 septembre 1996 et est remplacé par la présidente de la Chambre des représentants Takako Doi. Aux élections législatives du 20 octobre 1996, le PSJ ne se positionne ainsi que comme la cinquième force politique du pays derrière le PLD, le Shinshintō, le PDJ et même le PCJ. Il n'obtient au scrutin uninominal majoritaire à un tour dans le cadre des circonscriptions locales que 1,2 million de voix, soit 2,19 % des suffrages exprimés et 4 districts électoraux remportés, et à la proportionnelle 3,55 millions de votes (6,38 %) et 11 sièges. Le groupe social-démocrate à la Chambre des représentants est donc réduit de moitié, passant de 30 députés avant le scrutin à 15 après.
Takako Doi tente d'enrayer le déclin du PSD en le modernisant, augmentant le nombre de femmes et de jeunes dans son équipe dirigeante et cherchant à puiser dans le milieu associatif et militant. Elle attire ainsi dans les rangs sociaux-démocrates la pacifiste et fondatrice du Peace Boat Kiyomi Tsujimoto, l'activiste Tomoko Nakagawa ou encore l'avocate féministe Mizuho Fukushima. Pour clarifier la position du mouvement, elle le fait quitter également la grande coalition avec le PLD le 2 juin 1998. La chute se confirme toutefois d'élections en élections (et cela malgré quelques surprises ponctuelles, comme l'élection comme gouverneur de la préfecture de Shiga en 2006 de la candidate sociale-démocrate Yukiko Kada qui réussit à vaincre le sortant Yoshitsugu Kunimatsu), plus particulièrement après la transformation du PDJ en nouveau grand parti d'opposition après l'explosion du Shinshintō en 1998 :
- Élections à la chambre des conseillers du 12 juillet 1998 : 2,4 millions de voix (4,3 %) et 1 siège au vote unique non transférable dans les préfectures (4e score loin derrière le PLD, le PDJ et le PCJ), 4,37 millions de suffrages (7,79 %) et 4 sièges à la proportionnelle nationale (6e score derrière le PLD, le PDJ, le PCJ, le Nouveau Kōmeitō et le Parti libéral). Le groupe PSD à la Chambre des conseillers passe de 20 à 13 membres sur 252, soit le cinquième de la chambre (derrière ceux du PLD, du PDJ, du PCJ et du Nouveau Kōmeitō).

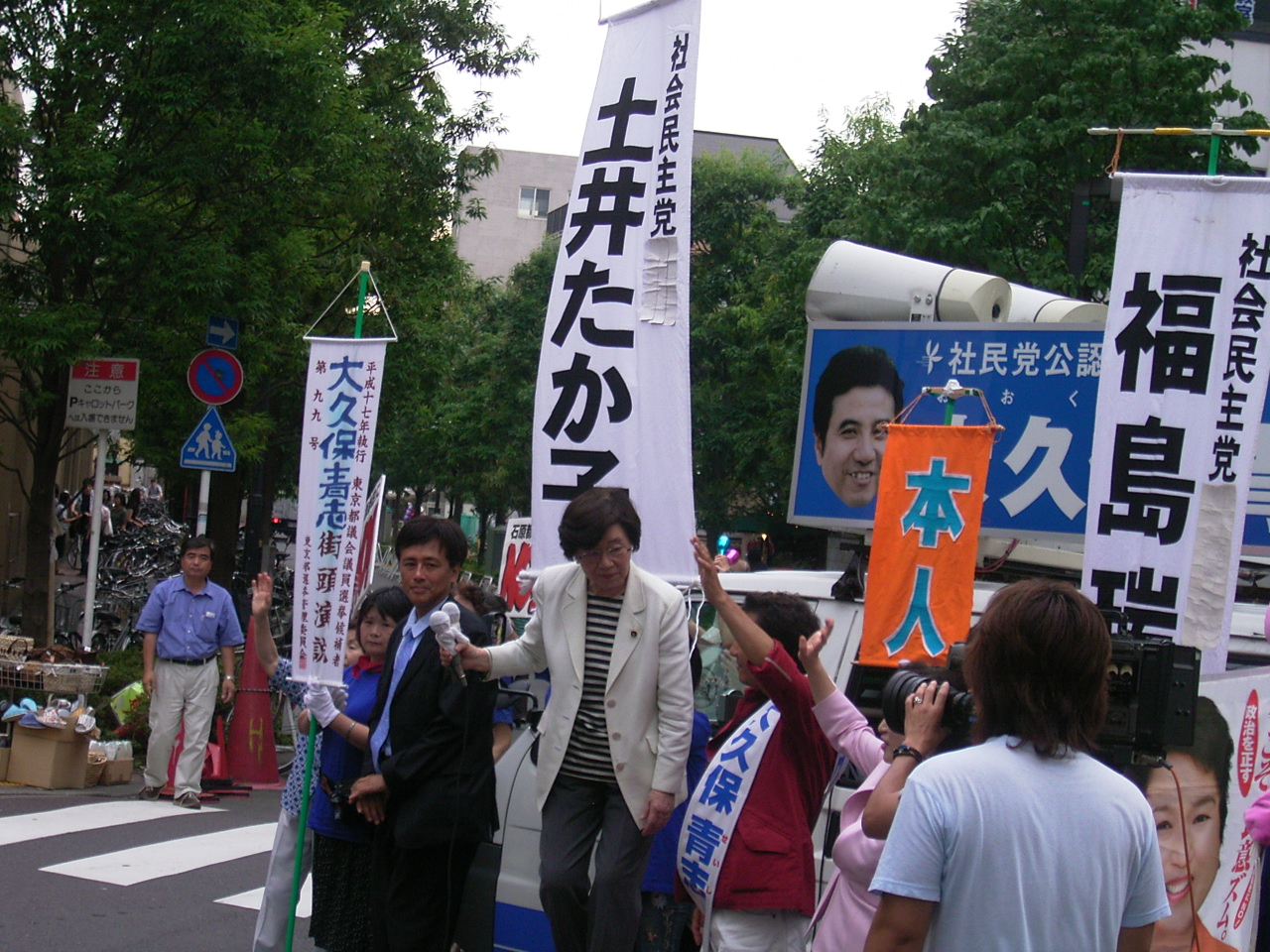
Takako Doi en campagne lors des élections législatives de 2005

- Élections législatives du 25 juin 2000 : le PSD connaît un léger sursaut, comme toutes les forces d'opposition non-communiste. Tout d'abord, il obtient 2,3 millions de voix (3,8 %, près du double qu'en 1996) et 4 districts électoraux (autant qu'en 1996) au scrutin uninominal majoritaire à un tour (4e score, derrière le PLD, le PDJ et le PCJ), ainsi que 5,6 millions de suffrages (9,36 %, soit une fois et demi son résultat de 1996) et 15 sièges (quatre de plus qu'en 1996) à la proportionnelle (5e score derrière le PLD, le PDJ, le PCJ et le Parti libéral). Avec 19 députés sur 480, le PSD augmente sa représentation de 5 sièges par rapport à la veille du scrutin et de 4 par rapport au précédent scrutin.
- Élections à la chambre des conseillers du 29 juillet 2001 : baisse dans un scrutin marqué par la « tornade Koizumi » (小泉旋風, Koizumi Senfū?, la majorité bénéficiant de la forte popularité du nouveau Premier ministre réformateur Jun'ichirō Koizumi)[5]. 1,87 million de voix (3,45 %, -0,85 points par rapport à 1998) et aucun élu (un de moins qu'en 1998) au vote unique non transférable (6e score derrière le PLD, le PDJ, le PCJ, le Nouveau Kōmeitō et le Parti libéral), 3,63 millions de suffrages (6,63 %, -1,16 points par rapport à 1998) et 3 élus (un de moins qu'en 1998) à la proportionnelle nationale (6e score derrière le PLD, le PDJ, le Nouveau Kōmeitō, le PCJ et le Parti libéral). Le groupe PSD à la Chambre des conseillers passe de 13 à 8 membres sur 247, soit le cinquième groupe de la chambre (derrière ceux du PLD, du PDJ, du Nouveau Kōmeitō et du PCJ, à égalité avec celui du Parti libéral).
- Élections législatives du 9 novembre 2003 : défaite, avec 1,7 million de voix (2,87 %, avec 1 point de moins qu'en 2000) et 1 seule circonscription (avec la perte de trois districts, Takako Doi elle-même perd la sienne tout en étant réélue à la proportionnelle) au scrutin uninominal majoritaire à un tour (4e score derrière le PLD, le PDJ et le PCJ), ainsi que 3,03 millions de suffrages (5,12 %, soit légèrement plus de la moitié de son score de 2000) et 5 sièges (10 de moins qu'en 2000) à la proportionnelle (5e score, derrière le PDJ, le PLD, le Nouveau Kōmeitō et le PCJ). Sa représentation à la chambre basse de la Diète est divisée par trois, en passant de 19 à 6 députés sur 480 (5e groupe, derrière ceux du PLD, du PDJ, du Nouveau Kōmeitō et du PCJ). Le PSD a souffert, dans un contexte politique marqué par la reconnaissance par la Corée du Nord de l'enlèvement de Japonais par les services secrets nord-coréens entre 1977 et 1983 et la question du retour des victimes, de déclarations passées de Takako Doi assez complaisantes à l'égard du régime de Pyongyang. Notamment en 1987, présente dans la capitale nord-coréenne pour les commémorations de l'anniversaire de Kim Il-sung, elle avait prononcé la phrase suivante : « Les membres du PSJ respectent le succès glorieux de la RPDC sous la direction du grand meneur Kim Il-sung ». Il est également rendu public à l'époque, et utilisé par ses adversaires, que Takako Doi (avec 124 autres parlementaires de l'opposition de l'époque, dont Naoto Kan désormais poids lourds du PDJ) avait signé en 1989 une pétition demandant au président sud-coréen Roh Tae-woo la libération de 19 prisonniers politiques parmi lesquels un ancien agent nord-coréen reconnu depuis coupable d'avoir participé aux enlèvements de Japonais[6]. Et surtout, jusqu'à 2002 et la reconnaissance du fait par Pyongyang, le PSJ puis le PSD ont toujours déclarés ne pas croire à ces enlèvements : si Takako Doi et la direction le reconnaissent et s'en excusent par la suite, cette attitude passée concernant un sujet particulièrement sensible pour l'opinion publique en 2003 est donc largement responsable du mauvais score des sociaux-démocrates[7]. Takako Doi prend personnellement la responsabilité de cet échec en démissionnant de la tête du mouvement le 15 novembre 2003. Elle est remplacée par Mizuho Fukushima.
- Élections à la chambre des conseillers du 29 juillet 2001 : de nouveau une légère baisse, le parti passant pour la première fois en dessous de la barre du million d'électeurs au vote unique non transférable (984 340 voix, soit 1,75 % des suffrages exprimés et la moitié du score obtenu en 2001, et aucun élu), ainsi que 2,99 millions de suffrages (5,35 %, -1,28 points par rapport à 2001) et 2 élus uniquement (un de moins qu'en 2001) à la proportionnelle nationale (5e score pour les deux modes de scrutin). Le groupe PSD à la Chambre des conseillers passe de 8 à 5 membres sur 242, soit le cinquième groupe de la chambre (derrière ceux du PLD, du PDJ, du Nouveau Kōmeitō et du PCJ, à égalité avec celui du Parti libéral).

- Élections législatives du 11 septembre 2005 : marquées par un véritable plébiscite en faveur de Koizumi et de son projet de privatisation de la poste, il s'agit d'une victoire massive pour la majorité. Dans ce contexte, le PSD stagne par rapport à 2003, et se comporte désormais comme une petite formation d'appoint pour les démocrates en ne présentant que 45 candidats, dont 38 dans des circonscriptions (parmi lesquels 7 sont également soutenus par le PDJ). Du fait de ces ambitions revues à la baisse (le parti avait encore présenté en 2003 65 candidats), le PSD ne récolte plus au scrutin uninominal majoritaire à un tour que 996 007 voix (1,46 %, -1,41 points par rapport à 2003) et conserve son unique circonscription, le 2e district de la préfecture d'Okinawa) : il s'agit alors du 4e score, mais loin derrière ceux du PLD, du PDJ et du PCJ, à peu près à égalité avec le Nouveau Kōmeitō (qui toutefois, avec légèrement moins de voix, remporte sept circonscriptions de plus que le PSD grâce à son alliance électorale systématique avec le PLD). À la proportionnelle, le parti maintient un score pratiquement identique à 2003 en voix (3,72 millions de voix, 5,49 %, soit +0,37 points par rapport au précédent scrutin, 5e score derrière le PLD, le PDJ, le PCJ et le PCJ) et 6 sièges (un de plus qu'en 2003). Au total, les sociaux-démocrates passent de 6 députés obtenus en 2003 et 5 restant à la veille du scrutin à 7 sur 480.
- Élections à la chambre des conseillers du 29 juillet 2007 : 1,35 million de voix (2,28 %, +0,53 points par rapport à 2004) et aucun élu (comme en 2004) au vote unique non transférable (5e score, derrière le PDJ, le PLD, le PCJ et le Nouveau Kōmeitō), ainsi que 2,63 millions de suffrages (4,47 %, -0,88 points par rapport à 2004) et 2 élus (comme en 2004) à la proportionnelle nationale (5e score derrière le PDJ, le PLD, le Nouveau Kōmeitō et le PCJ). Le groupe PSD à la Chambre des conseillers passe de 6 membre avant le scrutin à 5 sur 242 après, soit le cinquième groupe de la chambre (derrière ceux du PLD, du PDJ, du Nouveau Kōmeitō et du PCJ). Le PSD s'associe au PDJ, qui a gagné les élections tout en n'ayant qu'une majorité relative (109 conseillers), au NPP (5 sièges), au NPN (1 élu) et 4 indépendants pour contrôler la chambre haute de la Diète et ainsi déstabiliser la majorité gouvernementale de droite.
- Élections législatives du 30 août 2009 : le PSD présente 37 candidats dont 31 dans des circonscriptions. Son résultat au scrutin uninominal majoritaire à un tour s'améliore légèrement par rapport à 2005 avec 1,38 million de voix (1,94 %, +0,48 points par rapport à 2005, soit le 4e score derrière ceux du PDJ, du PLD et du PCJ) et, tout en conservant le 2e district de la préfecture d'Okinawa, gagne deux nouvelles circonscriptions (Kiyomi Tsujimoto retrouve son siège dans la 10e d'Préfecture d'Osaka qu'elle avait été contrainte d'abandonner en 2002, et Yasumasa Shigeno réussit à ravir au PLD Seishirō Etō la 2e d'Ōita qu'il détenait depuis 1996). Mais le PSD baisse à la proportionnelle avec 3 millions de suffrages (4,27 %, -1,22 points par rapport à 2005, et le 5e score derrière le PDJ, le PLD, le Nouveau Kōmeitō et le PCJ) et 4 élus (deux de moins qu'en 2005). Finalement, les sociaux-démocrates conservent le même nombre de députés qu'avant le scrutin : 7 sur 480. Le 9 septembre 2009, le PSD de Mizuho Fukushima signe un accord de coalition gouvernementale avec le PDJ de Yukio Hatoyama (qui a gagné le scrutin législatif en obtenant 308 sièges) et le Nouveau Parti du peuple (NPP, centre-droit, 3 représentants et 5 conseillers) de Shizuka Kamei, afin d'assurer également une majorité stable à la chambre haute de la Diète[8]. Lors de la formation par Yukio Hatoyama du 93e Cabinet du Japon le 16 septembre suivant, Mizuho Fukushima est nommée ministre d'État chargée des Consommateurs, de la Sécurité alimentaire, des Affaires sociales et de l'Égalité des sexes. Elle est toutefois limogée le 28 mai 2010 pour s'être opposée à l'abandon par le Premier ministre de sa promesse de campagne de déménager la base américaine de Futenma hors d'Okinawa Hontō, et le PSD décide de quitter la coalition gouvernementale deux jours plus tard.
- Élections à la chambre des conseillers du 11 juillet 2010 : 602 684 voix (1,03 %, -1,25 points et un score plus que divisé par deux par rapport à 2007) et aucun élu (comme en 2007) au vote unique non transférable (7e résultat, derrière le PDJ, le PLD, Votre Parti, le PCJ, le Nouveau Kōmeitō et le Nouveau Parti de la réforme), ainsi que 2,24 million de suffrages (3,84 %, -0,63 points par rapport à 2007) et 2 élus (comme en 2007) à la proportionnelle nationale (6e score derrière le PDJ, le PLD, Votre Parti, le Nouveau Kōmeitō et le PCJ). Le groupe PSD à la Chambre des conseillers passe de 5 membres avant le scrutin à 4 sur 242 après, soit le septième et avant-dernier groupe de la chambre (derrière ceux du PDJ, PLD, du Nouveau Kōmeitō, de Votre Parti, du PCJ et de l'alliance Nouveau Parti de la réforme-Parti de l'aube).
- Élections législatives du 16 décembre 2012 : le PSD présente 33 candidats dont 23 dans des circonscriptions, et forme une plateforme électorale commune avec deux autres partis de gauche en vue de constituer une « troisième force » anti-nucléaire (promettant une sortie dès 2022 avec en parallèle une promotion active des énergies renouvelables), anti-hausse de la taxe sur la consommation et anti-TPP, tout en reprenant dans son programme une grande partie des promesses faites par le PDJ en 2009 (à savoir, notamment, la hausse des allocations à l'éducation des enfants à 26 000 yens par mois et par enfant scolarisé jusqu'au collège, la mise en place d'aides aux revenus des agriculteurs, la lutte contre la « bureaucratie » par l'abolition, entre autres, de l’amakudari, mais aussi le déménagement hors de la préfecture d'Okinawa voire hors du Japon de base américaine de Futenma) : le Parti du futur du Japon (parti créé la même année par la gouverneur environnementaliste de la préfecture de Shiga Yukiko Kada et des dissidents du PDJ menés par Ichirō Ozawa mais aussi une du PSD) et le Vrai parti démocrate - Daichi. Son résultat au scrutin uninominal majoritaire à un tour est le plus faible de son histoire avec seulement 451 762 voix (0,76 %, -1,18 points par rapport à 2005, soit le 8e score derrière ceux du PLD, du PDJ, de l'ARJ, du Nouveau Kōmeitō, du Parti de tous, du PFJ et du PCJ) en ne conservant que le 2e district de la préfecture d'Okinawa, les deux circonscriptions gagnées en 2009 (la 10e d'Osaka où Kiyomi Tsujimoto avait de toute manière rejoint le PDJ en 2010 et est battue en 2012 par le candidat de l'ARJ Kenta Matsunami, et la 2e d'Ōita où Yasumasa Shigeno redonne son district électoral au député PLD Seishirō Etō qu'il a déjà détenu de 1996 à 2009). Surtout, le PSD divise pratiquement par deux son score à la proportionnelle avec 1 420 790 suffrages (2,36 %, -1,91 points par rapport à 2009, et aussi le 8e score) et un seul élu (Gen Kikkawa, nouveau venu en politique, dans le bloc de Kyūshū, soit trois de moins qu'en 2009). Les sociaux-démocrates siègent dans l'opposition à la nouvelle majorité de droite menée par le PLD de Shinzō Abe.
- Élections à la chambre des conseillers du 21 juillet 2013 : 271 547 voix (0,51 %, -0,52 points et un score divisé par deux par rapport à 2010) et aucun élu (comme en 2007 et en 2010) au vote unique non transférable (12e résultat, derrière le PLD, le PDJ, le PCJ, le Parti de tous, l'ARJ, le Nouveau Kōmeitō, le Vent vert, le PVP, le PRJ, le NPD et le PSO), ainsi que 1,26 million de suffrages (3,84 %, -1,48 points par rapport à 2010) et un seul élu (Seiji Mataichi, un de moins qu'en 2007 et 2010) à la proportionnelle nationale (7e score derrière le PLD, le Nouveau Kōmeitō, le PDJ, l'ARJ, le PCJ et le Parti de tous). Le groupe PSD à la Chambre des conseillers passe de 4 membres avant le scrutin à 3 sur 242 après, soit le septième et avant-dernier groupe de la chambre (derrière ceux du PLD, du PDJ, du Nouveau Kōmeitō, du Parti de tous, du PCJ et de l'ARJ). Face aux résultats décroissants du parti, sa dirigeante depuis 2003 Mizuho Fukushima démissionne le 25 juillet 2013. Le chef délégué du parti Seiji Mataichi assure la présidence par intérim jusqu'à l'entrée en fonction de Tadatomo Yoshida le 26 octobre 2013, à la suite de son élection le 14 octobre précédent à la tête du mouvement par 9 986 contre 2 239 à Taiga Ishikawa.

## Idéologie politique
Le PSD est membre de l'Internationale socialiste, dont Mizuho Fukushima est vice-présidente. Il entretient notamment des relations privilégiées avec le Parti socialiste français (PS) et le Parti social-démocrate d'Allemagne (SPD), et se revendique en règle générale du modèle ouest et nord-européen de la social-démocratie.
Les principales positions du parti sont résumées derrière la devise « Paix - Liberté - Égalité - Symbiose » (「平和・自由・平等・共生」, Heiwa - Jiyū - Byōdō - Kyōsei) et concernent :
- économie et social : social-démocratie et keynésianisme, donc reconnaissance de l'économie de marché mais nécessité de l'encadrer par un État-providence développé :
  - rejet du néolibéralisme, du néo-conservatisme et du capitalisme,
  - défense du service public,
  - couverture sociale et maladie universelle,
  - développement des politiques de sécurité et d'assistance sociale, de santé publique et d'éducation, et donc hausse des budgets dans ces domaines,
  - adaptation des infrastructures aux personnes à mobilité réduite et lutte contre les discriminations à leur égard,
  - amélioration des conditions du travail, égalité devant le travail,
  - défense des notions de redistribution des revenus à travers une fiscalité progressive, hausse des cotisations patronales,
  - régulation internationale en matière financière.
- diplomatie et sécurité : pacifisme et antimilitarisme d'où :
  - abolition des Forces japonaises d'autodéfense et leur remplacement par une force dédiée uniquement à l'organisation des secours lors des grandes catastrophes et à l'aide humanitaire,
  - abrogation du traité de coopération mutuelle et de sécurité entre les États-Unis et le Japon et démantèlement des bases américaines au Japon,
  - opposition à la participation du Japon à toute opération militaire à l'étranger, dont la participation des Forces japonaises d'autodéfense à la coalition militaire en Irak entre 2004 et 2008, et veut l'abandon des missions d'approvisionnement dans le Golfe Persique de la Force internationale d'assistance et de sécurité impliquée dans la guerre d'Afghanistan,
  - promotion au niveau mondial du démantèlement nucléaire,
  - renforcement de la coopération asiatique avec la création d'une « Communauté d'Asie de l'est » sur le modèle de l'Union européenne,
  - aide au développement et codéveloppement à destination des « pays du Sud »,
  - défense du multilatéralisme et de la Charte des Nations unies.
- institutions, vie politique, organisation administrative et droits civiques et individuels : libéralisme politique et décentralisation :
  - rejet de toute réforme constitutionnelle, notamment concernant l'esprit pacifique du texte,
  - défense de la démocratie parlementaire,
  - réforme électorale pour passer à la proportionnelle intégrale,
  - défense du principe de subsidiarité : augmentation des compétences des collectivités locales et transferts financiers, notamment fiscaux, correspondant, décentralisation administrative,
  - lutte contre la collusion entre classe politique, milieu des affaires et bureaucratie, ainsi que lutte contre la corruption,
  - égalité des sexes, le PSD étant l'un des partis ayant la plus forte représentation féminine en son sein, le premier à avoir été dirigé par une femme (Takako Doi qui avait déjà été président du PSJ dans les années 1980) au Japon. Il prévoit notamment l'instauration de quota, le changement des mentalités afin de favoriser le partage des charges ménagères entre hommes et femmes, la création de crèches par exemple en entreprise et la promotion de la garde d'enfants, afin de permettre aux femmes de pouvoir travailler tout en fondant une famille, deux éléments encore difficile à coordonner pour les Japonaises,
  - abolition de la peine de mort.
- environnement et préservation de la nature : écologie politique et développement durable :
  - une réduction de 15 % de l'émission des gaz à effet de serre dès 2010,
  - introduction d'une taxe carbone,
  - lutte contre le « gaspillage » et développement du recyclage,
  - « relation symbiotique avec la nature » : protection de l'environnement, notamment des forêts, de l'eau (opposition à la privatisation des cours d'eau), multiplication des zones et réserves et des espèces protégées,
  - seul parti politique japonais à représentation nationale à s'opposer totalement à l'énergie nucléaire jusqu'en 2011 (à cette date, d'autres parlementaires prennent parti pour une sortie totale du nucléaire civil), développement à la place des énergies renouvelables avec une augmentation du parc d'éoliennes, l'énergie solaire, entre autres,
  - interdiction de l'utilisation des intrants et des produits chimiques agricoles, lutte contre l'amiante et la dioxine,
  - système de compensations financières aux agriculteurs et producteurs afin de les aider à augmenter la sécurité alimentaire et limiter l'emploi d'intrants,
  - quotas de pêche et de chasse,
  - développement des transports ferroviaires et en commun, des véhicules hybrides (notamment dans les parcs automobiles de l'État, des collectivités et des sociétés de transports en commun), la préparation à l'après-pétrole, aide à la recherche sur les véhicules électriques et promotion du métro léger.
- culture et éducation : égalitarisme et démocratisation :
  - réforme éducative pour abolir le système japonais de compétition scolaire,
  - égalité des chances dans l'éducation,
  - respect de la convention relative aux droits de l'enfant,
  - démocratisation de l'accès à la culture,
  - liberté de la presse, d'expression et libéralisation de l'information.

## Organisation et personnalités

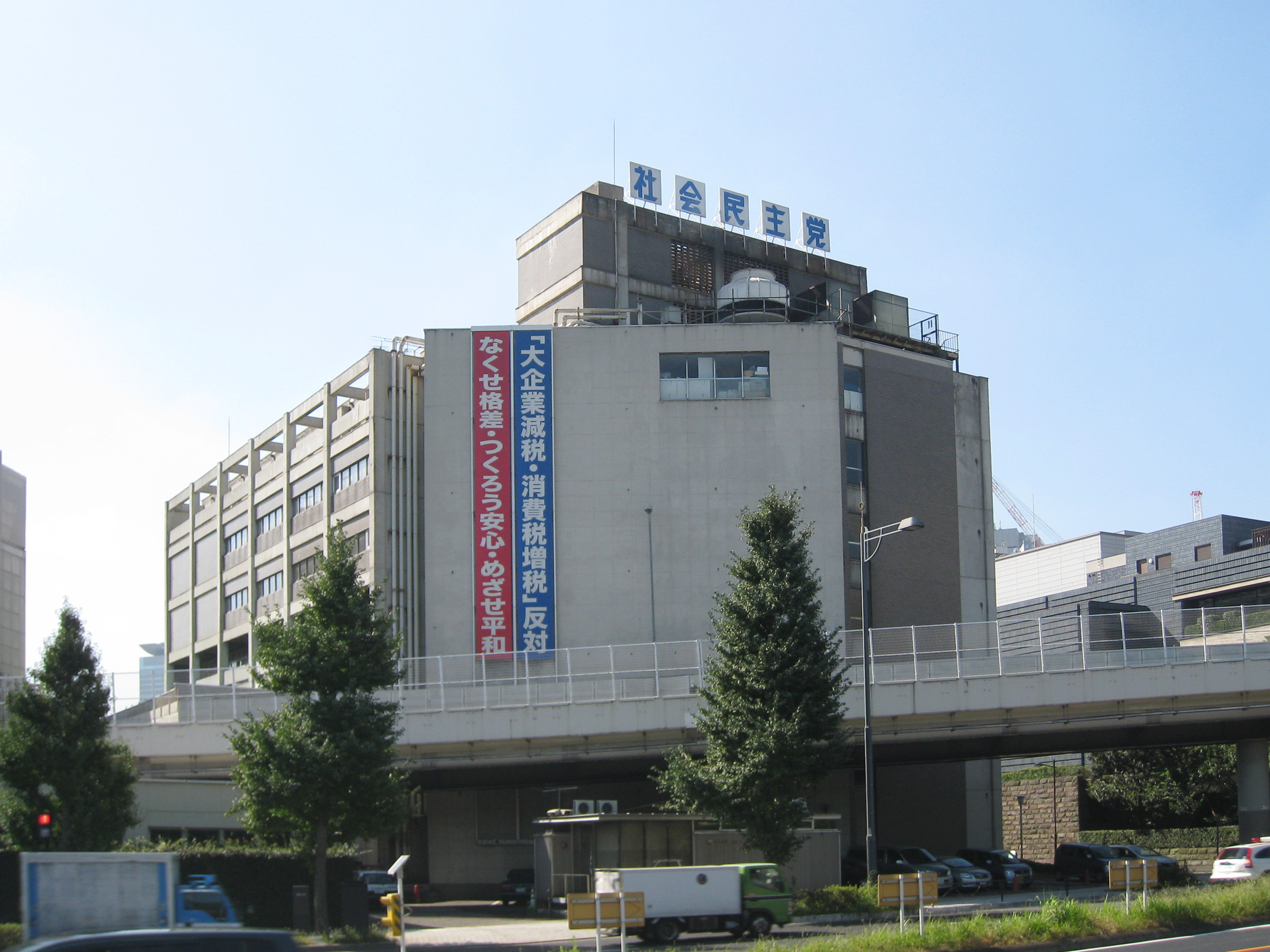
Siège du PSD.

### Direction
Le Chef du parti (党首, Tōshu) est élu pour un mandat de deux ans lors de conventions du parti. Voici la liste des chefs successifs du PSD :
1. 19 janvier - 28 septembre 1996 : Tomiichi Murayama
2. 28 septembre 1996 - 15 novembre 2003 : Takako Doi
3. 15 novembre 2003 - 25 juillet 2013 : Mizuho Fukushima
4. depuis le 26 octobre 2013 : Tadatomo Yoshida

Au 2 mars 2011, la direction du parti est ainsi constituée :
- Chef du parti : Tadatomo Yoshida
  - Chef déléguée : Mizuho Fukushima
- Secrétaire général, président de la commission des élections et président du groupe PSD à la Chambre des conseillers : Seiji Mataichi
  - Secrétaire général délégué et président du Conseil de recherche politique : Hajime Yoshikawa
- Président du Conseil de recherche politique : Hajime Yoshikawa (également secrétaire général délégué)
- Président du Comité des Affaires de la Diète et du groupe PSD à la Chambre des représentants : Kantoku Teruya
- Président du groupe PSD à la Chambre des conseillers : Seiji Mataichi (également secrétaire général)
- Secrétaires permanents : Hiroshi Imai - Naoto Nakagawa - Ryō'ichi Hattori - Shozo Yokota - Toshihiro Yama
- Président de la commission de discipline : Akira Isaka

### Ministres
- 11 janvier - 7 novembre 1996 : 82e Cabinet du Japon de Ryūtarō Hashimoto (Grande coalition PLD - PSD - NPP) :
  - vice-Premier ministre et ministre des Finances : Wataru Kubo
  - ministre des Postes et Télécommunications : Ichirō Hino
  - ministre du Travail : Takanobu Nagai
  - directeur de l'Agence de gestion et de coordination : Sekisuke Nakanishi
  - directeur de l'Agence de l'environnement : Sukio Iwatare
  - directeur de l'Agence du territoire national : Kazumi Suzuki
- 16 septembre 2009 - 28 mai 2010 : 93e Cabinet du Japon de Yukio Hatoyama (coalition de centre-gauche PDJ - PSD - NPP) :
  - ministre d'État chargée des Consommateurs, de la Sécurité alimentaire et de l'Égalité sociale et des sexes : Mizuho Fukushima

## Résultats électoraux

### Élections à la Chambre des représentants
| Année | Voix            | Voix            | Voix          | Voix          | Mandats  | Gouvernement                                                 |
| Année | Circonscription | Circonscription | Proportionnel | Proportionnel | Mandats  | Gouvernement                                                 |
| ----- | --------------- | --------------- | ------------- | ------------- | -------- | ------------------------------------------------------------ |
| 1996  | 1 240 649       | 2,19 %          | 3 547 240     | 6,38 %        | 15 / 500 | Hashimoto I (1996) et II (1996-1998), opposition (1998-2000) |
| 2000  | 2 315 235       | 3,80 %          | 5 603 680     | 9,36 %        | 19 / 480 | Opposition                                                   |
| 2003  | 1 708 672       | 2,87 %          | 3 027 390     | 5,12 %        | 6 / 480  | Opposition                                                   |
| 2005  | 996 007         | 1,46 %          | 3 719 522     | 5,49 %        | 7 / 480  | Opposition                                                   |
| 2009  | 1 376 739       | 1,95 %          | 3 006 160     | 4,27 %        | 7 / 480  | Yukio Hatoyama (2009-2010), opposition (2010-2012)           |
| 2012  | 451 762         | 0,76 %          | 1 420 790     | 2,36 %        | 2 / 480  | Opposition                                                   |
| 2014  | 419 347         | 0,80 %          | 1 314 441     | 2,46 %        | 2 / 475  | Opposition                                                   |
| 2017  | 634 719         | 1,15 %          | 941 324       | 1,69 %        | 2 / 465  | Opposition                                                   |
| 2021  | 313 193         | 0,55 %          | 1 018 588     | 1,77 %        | 1 / 465  | Opposition                                                   |